# ウィリアム・ネイピア (第7代ネイピア卿)
第7代ネイピア卿ウィリアム・ネイピア（英語: William Napier, 7th Lord Napier、1730年5月1日 – 1775年1月2日）は、スコットランド貴族。

## 生涯
第6代ネイピア卿フランシス・ネイピアと1人目の妻ヘンリエッタ・ホープ（Henrietta Hope、1706年2月21日 – 1745年2月17日、初代ホープトン伯爵チャールズ・ホープの娘）の息子として、1730年5月1日に生まれた。
1754年12月16日、メアリー・アン・カスカート（Mary Anne Cathcart、1727年10月26日 – 1774年7月11日、第8代カスカート卿チャールズ・カスカートの娘）と結婚、1男4女をもうけた。
- メアリー・ショー（Mary Schaw、1756年8月5日 – 1806年10月9日） - 1779年4月14日、アンドリュー・ハンター（英語版）（1809年4月21日没）と結婚、子供あり
- フランシス（1758年 – 1823年） - 第8代ネイピア卿、子供あり
- ヘンリエッタ（1759年4月4日 – ?）
- メアリー・エリザベス（1766年1月20日 – 1778年11月4日）
- ジェーン・ウィルヘルミナ（1769年3月19日 – 1779年8月3日）

ロイヤル・スコッツ・グレイズに入隊し、1770年から1773年まで同連隊の少佐を務めた後、1773年から1775年までスコットランド陸軍副将代理（Deputy Adjutant General）を務めた。
1773年4月11日に父が死去すると、ネイピア卿の爵位を継承した。
1775年1月2日にエディンバラで死去、息子フランシスが爵位を継承した。